# Paula Westendorf
Paula Westendorf (* 26. Oktober 1893 in Hamburg; † 3. Oktober 1980 ebenda) war eine Politikerin der SPD und Mitglied der Hamburgischen Bürgerschaft.

## Leben
Paula Westendorf machte eine Ausbildung als kaufmännische Sekretärin. Nach ihrer Heirat im Jahr 1917 bekam sie 4 Söhne (1918, 1922, 1923 und 1925). Nach der Scheidung von ihrem Mann und dem Ende des Nationalsozialismus fing sie 1949 wieder an berufstätig zu sein. In den Akten der Bürgerschaft wurde sie als „Angestellte“ geführt. 
Ihr Bruder war der Architekt Otto Gühlk.

## Politik
Paula Westendorf engagierte sich direkt nach der Befreiung vom Nationalsozialismus in der Politik und in anderen gesellschaftlichen Ämtern. Sie gehörte ab Oktober 1946 der ersten und zweiten demokratischen Bürgerschaft nach dem Zweiten Weltkrieg an. Sie war in der ersten Wahlperiode eine von 15 Frauen ihrer Fraktion (insgesamt 83 Sitze für die SPD).

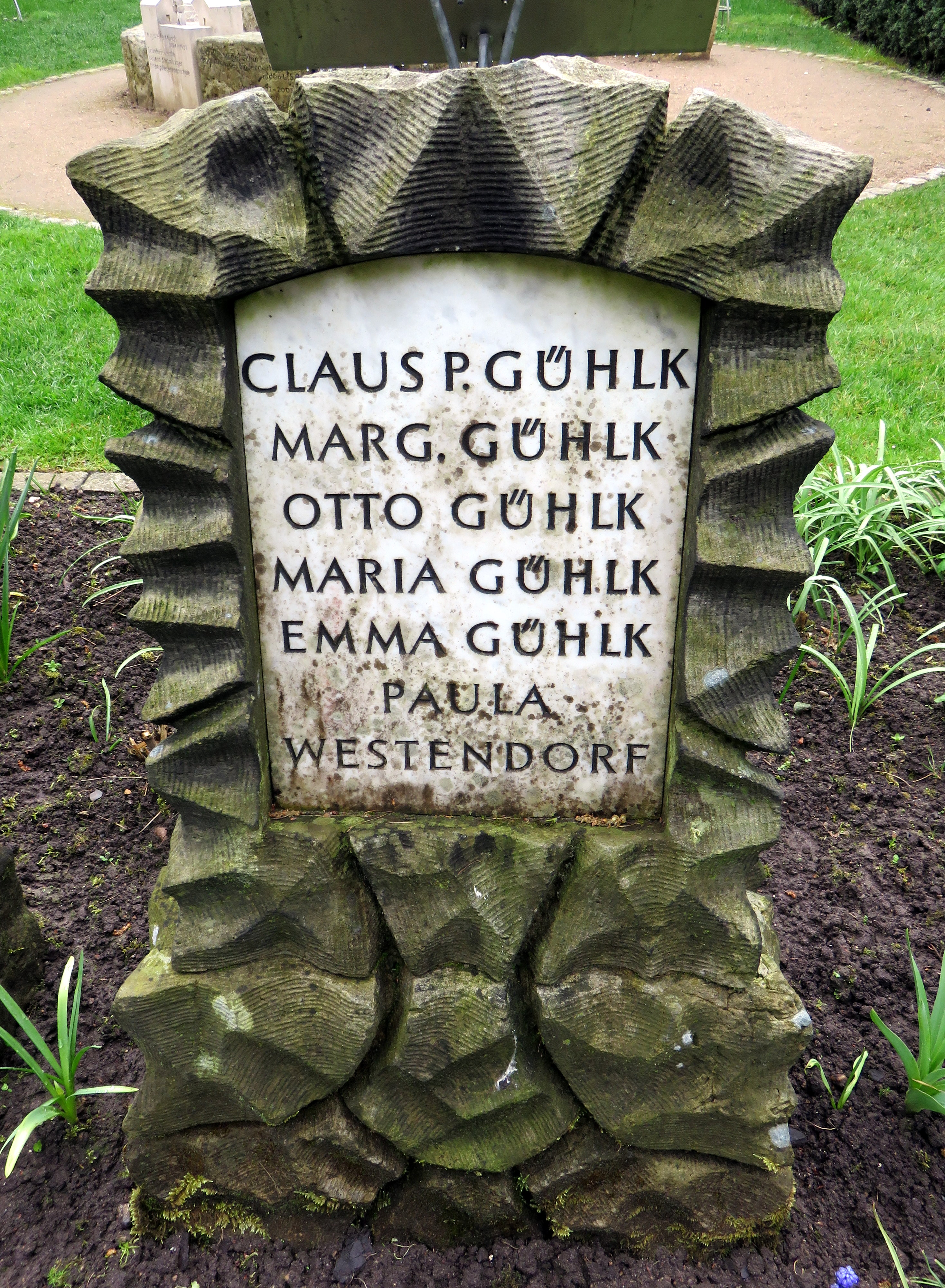
Grabstein im Garten der Frauen auf dem Friedhof Ohlsdorf

Im Jahr 1947 war sie Beisitzerin des Verwaltungsgerichts. In den Jahren 1947 und 1953 übernahm sie das Amt als Deputierte in der Kulturbehörde sowie 1948 in der Baubehörde. 1949 wurde sie zudem stellvertretendes Mitglied im beratenden Ausschuss für das Presserecht.
Dass Paula Westendorf auch über die Grenzen ihrer Partei schauen konnte, zeigte sich anhand des Antrags, den sie als Ergänzung und Unterstützung zu dem der KPD zum Thema § 218 einreichte. Sie war für die Einführung der sozialen Indikation als Grund für einen Schwangerschaftsabbruch. Zudem forderte sie öffentliche Ehe- und Sexualberatungsstellen, die auch ab August 1947 in den Räumen des Gesundheitsamtes entstanden. Es waren die ersten Einrichtungen dieser Art in den westlichen Besatzungszonen. Zudem lehnte sie die Strafverfolgung des Staates als „einseitigen Machtausdruck“ ab. Sie war der Meinung, dass „Verbote die Menschheit nicht erzögen, weil Moral nicht befohlen werden könne“.
Paula Westendorfs Grabstein steht zur bleibenden Erinnerung im Garten der Frauen des Ohlsdorfer Friedhofs. Der Platz wurde am 21. April 2006 zusammen mit dem Platz für die Schauspielerin Philine Leudesdorff-Tormin (1892–1924) eingeweiht. Im Jahr 2007 wurde im Bezirk Hamburg-Nord eine Straße ihr zu Ehren benannt. Nach ihr und fünf weiteren Frauen, die sich um Hamburg verdient gemacht haben und auf dem nahen Ohlsdorfer Friedhof beigesetzt sind, wurden im „Wohngebiet Kleine Horst“ die Straßen benannt.